# 邕賓線戰鬥
邕賓線戰鬥發生於1940年1月26日－2月3日，地點則是在中國桂南一帶（今国道322线邕宾段，处南宁市境内）。是抗日戰爭主要戰鬥之一，交戰一方為守軍之國民革命軍，另一方則為日軍。